# Келдыш, Михаил Фомич
Михаил Фомич Келдыш (1839, Варшава, Царство Польское —1920, Крым) — врач, дед Мстислава Келдыша, тайный советник (1904).

## Биография
Сын православного псаломщика из Варшавы, Фомы Симоновича Келдыша. Мать — Александра Иосифовна.
Высшее образование в Варшавской духовной семинарии, но затем поступил в Петербургскую военно-хирургическую академию. Келдыш защитил диссертацию, стал доктором медицинских наук.
В 1862 году был определён «медиком для командировок» при Первом военно-сухопутном госпитале в Петербурге, затем в Кавказский военный округ. Всего прослужил около двадцати лет, участвовал в Кавказской войне и войне с турками.
Участвовал в научной экспедиции в Средней Азии, боролся с эпидемиями чумы и холеры.
Во время службы в Риге Михаил Фомич в 1897 году вступил в Общество русских врачей, в следующем же году избран председателем правления.
Высочайшим приказом от 4 июля 1904 года был произведён в тайные советники с увольнением, по прошению, от службы, с мундиром.
После увольнения от службы по 1909 год работал в Казани частнопрактикующим врачом. Был причислен к российскому дворянству. Умер в 1920 году в Крыму.

## Научная деятельнoсть
Во время службы в Грозненском военном госпитале проводил исследования «кавказских тропических лихорадок»; эти исследования легли в основу его диссертации на степень доктора медицины.
В 1879 году впервые составил медико-топографическое описание Закаспийского края в составе Ахал-текинской экспедиции, составил сделал очерк санитарного состояния располагавшихся там войск. Результаты работы были опубликованы в «Медицинском сборнике» Кавказского медицинского общества и в «Военно-медицинском журнале».

## Признание и награды
Уже после увольнения от службы Михаил Фомич Келдыш стал одним из пяти почетных членов Общества русских врачей (остальные четыре — были лауреаты Нобелевской премии Павлов и Мечников, Бехтерев и рижский архиепископ Агафангел, позже причисленный Православной церковью к лику святых).
- орден св. Анны 3-й ст. (1871), За труды по прекращению в отряде эпидемий цинги и холеры[2]
- орден св. Владимира 4-й ст. (1872) За труды по прекращению в отряде эпидемий цинги и холеры[2]
- орден св. Станислава 2-й ст. (1880),
- орден св. Анны 2-й ст. (1882),
- орден св. Владимира 3-й ст. (1888);
- орден св. Станислава 1-й ст. (1898).

## Семья
Воспитал 5-х детей;
- 1-я жена Наталья Николаевна Брусилова, двоюродная сестра генерал-адъютанта, генерала от кавалерии Брусилова Алексея Алексеевича;
- Всеволод Михайлович (13.6.1878, Владикавказ — 19.11.1965, Москва) дивизионный инженер (26.4.40), генерал-майор инженерно-технической службы (28.4.43);
- 2-я жена Юльевна Швайкерт;
- Александр Михайлович (13.12.1866 — пс 1965) подполковник;
- Игорь Михайлович (10.5.1892 — 24.2.1968, Париж) капитан Белой армии;
- Георгий Михайлович поручик.
- Ксения Михайловна.